# حوزه انتخابیه هفتم ایندیانا
حوزه انتخابیه هفتم ایندیانا یک حوزه انتخابیه مجلس نمایندگان آمریکا است که در ایالت ایندیانا قرار دارد.